# Moldauische Snooker-Meisterschaft
Die moldauische Snooker-Meisterschaft ist ein jährlich ausgetragenes Snookerturnier in Chișinău zur Ermittlung des nationalen Meisters der Republik Moldau in dieser Billardvariante.

## Geschichte
Die erste bekannte Ausgabe 2019 gewann Pavel Baciu. Ein Jahr später wurde der neunjährige Matwij Lahodsynskyj als bislang jüngster Spieler moldauischer Meister.

## Die Turniere im Überblick
| Jahr | Moldauischer Meister | Ergebnis | Finalist         | Halbfinalisten 1    |
| ---- | -------------------- | -------- | ---------------- | ------------------- |
| 2019 | Pavel Baciu          | 5:2      | Alexandru Sturza | Alexei Balan        |
| 2019 | Pavel Baciu          | 5:2      | Alexandru Sturza | Andrei Ciobanu      |
| 2020 | Matwij Lahodsynskyj  | 4:1      | Pavel Baciu      | Vladislav Gradinari |
| 2020 | Matwij Lahodsynskyj  | 4:1      | Pavel Baciu      | Tsezari Manoila     |
| 2022 | Vladislav Gradinari  | 4:0      | Ilia Chisleacov  | Alexei Balan        |
| 2022 | Vladislav Gradinari  | 4:0      | Ilia Chisleacov  | Valeriu Cevdar      |
| 2023 | Andrei Ciobanu       | 4:0      | Ilia Chisleacov  | Pavel Baciu         |
| 2023 | Andrei Ciobanu       | 4:0      | Ilia Chisleacov  | Alexei Balan        |
| 2024 | Ilia Chisleacov      | 4:2      | Alexei Balan     | Oliver Efros        |
| 2024 | Ilia Chisleacov      | 4:2      | Alexei Balan     | Andrei Ciobanu      |

## Rangliste
| Platz | Spieler             | Gold | Silber | Bronze |
| ----- | ------------------- | ---- | ------ | ------ |
| 2     | Ilia Chisleacov     | 1    | 2      | 0      |
| 2     | Pavel Baciu         | 1    | 1      | 1      |
| 3     | Andrei Ciobanu      | 1    | 0      | 2      |
| 4     | Vladislav Gradinari | 1    | 0      | 1      |
| 5     | Matwij Lahodsynskyj | 1    | 0      | 0      |